# Lijst van voetbalinterlands Indonesië - Verenigde Arabische Emiraten
Deze lijst van voetbalinterlands is een overzicht van alle officiële voetbalwedstrijden tussen de nationale teams van Indonesië en de Verenigde Arabische Emiraten. De landen speelden tot op heden zes keer tegen elkaar. De eerste ontmoeting, een vriendschappelijke wedstrijd, werd gespeeld in Kuala Lumpur (Maleisië) op 2 september 1981. De laatste confrontatie, een kwalificatiewedstrijd voor het Wereldkampioenschap voetbal 2022, vond plaats op 11 juni 2021 in Dubai.

## Wedstrijden
| № | Plaats       | Datum            | Competitie             | Wedstrijd                                | Uitslag |
| - | ------------ | ---------------- | ---------------------- | ---------------------------------------- | ------- |
| 1 | Kuala Lumpur | 2 september 1981 | Vriendschappelijk      | Verenigde Arabische Emiraten − Indonesië | 2 − 5   |
| 2 | Kuala Lumpur | 14 augustus 1982 | Vriendschappelijk      | Verenigde Arabische Emiraten − Indonesië | 2 − 1   |
| 3 | Seoel        | 1 oktober 1986   | Aziatische Spelen 1986 | Verenigde Arabische Emiraten − Indonesië | 2 − 2   |
| 4 | Abu Dhabi    | 10 december 1996 | Azië Cup 1996          | Verenigde Arabische Emiraten − Indonesië | 2 − 0   |
| 5 | Dubai        | 10 oktober 2019  | WK 2022 kwalificatie   | Verenigde Arabische Emiraten − Indonesië | 5 − 0   |
| 6 | Dubai        | 11 juni 2021     | WK 2022 kwalificatie   | Indonesië − Verenigde Arabische Emiraten | 0 − 5   |

## Samenvatting
| Competitie        | Totaal gespeeld | Winst Indonesië | Gelijk | Winst V.A.E. | Doelsaldo Indonesië – V.A.E. |
| ----------------- | --------------- | --------------- | ------ | ------------ | ---------------------------- |
| WK-kwalificatie   | 2               | 0               | 0      | 2            | 0 − 10                       |
| Azië Cup          | 1               | 0               | 0      | 1            | 0 − 2                        |
| Aziatische Spelen | 1               | 0               | 1      | 0            | 2 − 2                        |
| Vriendschappelijk | 2               | 1               | 0      | 1            | 6 − 4                        |
| Totaal            | 6               | 1               | 1      | 4            | 8 − 18                       |

PSSI · 
Indonesisch vrouwenelftal
WK 1938
OS 1956
Afghanistan ·
Andorra ·
Argentinië ·
Australië ·
Bahrein ·
Bangladesh ·
Bhutan ·
Bosnië en Herzegovina ·
Brunei ·
Bulgarije ·
Burundi ·
Cambodja ·
Canada ·
China ·
Cuba ·
Curaçao ·
DDR ·
Denemarken ·
Dominicaanse Republiek ·
Egypte ·
Estland ·
Fiji ·
Filipijnen ·
Ghana ·
Guinee ·
Guyana ·
Hongarije ·
Hongkong ·
India ·
Irak ·
Iran ·
Jamaica ·
Japan ·
Jemen ·
Joegoslavië ·
Jordanië ·
Kameroen ·
Kenia ·
Kirgizië ·
Koeweit ·
Kroatië ·
Laos ·
Liberia ·
Libië ·
Liechtenstein ·
Litouwen ·
Malediven ·
Maleisië ·
Malta ·
Marokko ·
Mauritius ·
Moldavië ·
Myanmar ·
Nederland ·
Nepal ·
Nieuw-Zeeland ·
Nigeria ·
Noord-Korea ·
Oezbekistan ·
Oman ·
Oost-Timor ·
Pakistan ·
Palestina ·
Papoea-Nieuw-Guinea ·
Paraguay ·
Puerto Rico ·
Qatar ·
Saoedi-Arabië ·
Senegal ·
Singapore ·
Sri Lanka ·
Syrië ·
Taiwan ·
Tanzania ·
Thailand ·
Turkmenistan ·
Uruguay ·
Vanuatu ·
Verenigde Arabische Emiraten ·
Vietnam ·
Zimbabwe ·
Zuid-Jemen ·
Zuid-Korea ·
Zuid-Vietnam
UAEFA · A-internationals · Bondscoaches · Statistieken · Olympisch elftal · Vrouwenelftal van de Verenigde Arabische Emiraten · VA Emiraten U21 · VA Emiraten U19 · VA Emiraten U17
1972 – 1979 ·
1980 – 1989 ·
1990 – 1999 ·
2000 – 2009 ·
2010 – 2019 ·
2020 − 2029
OS 2012
Algerije ·
Andorra ·
Angola ·
Argentinië ·
Armenië ·
Australië ·
Azerbeidzjan ·
Bahrein ·
Bangladesh ·
Benin ·
Bolivia ·
Brazilië ·
Brunei ·
Bulgarije ·
Chili ·
China ·
Colombia ·
Costa Rica ·
Denemarken ·
Dominicaanse Republiek ·
Duitsland ·
Egypte ·
Estland ·
Filipijnen ·
Finland ·
Gabon ·
Gambia ·
Georgië ·
Haïti ·
Honduras ·
Hongarije ·
Hongkong ·
IJsland ·
India ·
Indonesië ·
Irak ·
Iran ·
Japan ·
Jemen ·
Joegoslavië ·
Jordanië ·
Kazachstan ·
Kenia ·
Kirgizië ·
Koeweit ·
Laos ·
Libanon ·
Libië ·
Litouwen ·
Maleisië ·
Malta ·
Marokko ·
Mauritanië ·
Moldavië ·
Myanmar ·
Nepal ·
Nieuw-Zeeland ·
Noord-Korea ·
Noorwegen ·
Oekraïne ·
Oezbekistan ·
Oman ·
Oost-Timor ·
Pakistan ·
Palestina ·
Paraguay ·
Peru ·
Polen ·
Qatar ·
Roemenië ·
Rusland ·
Saoedi-Arabië ·
Senegal ·
Singapore ·
Slovenië ·
Slowakije ·
Soedan ·
Sri Lanka ·
Syrië ·
Tadzjikistan ·
Thailand ·
Togo ·
Trinidad en Tobago ·
Tsjechië ·
Tunesië ·
Turkmenistan ·
Uruguay ·
Venezuela ·
Vietnam ·
Wit-Rusland ·
Zuid-Afrika ·
Zuid-Korea ·
Zweden ·
Zwitserland